# 이스라엘 해군
이스라엘 해군(히브리어 : חיל הים הישראלי, Heil HaYam HaYisraeli, 영어: Israeli Sea Corps)은 이스라엘의 영해방위를 책임지는 군사기관이다.